# گوون هوکنا
گوون هوکنا (به ترکی استانبولی: Güven Hokna) (زادهٔ ۲۴ ژانویهٔ ۱۹۴۶) بازیگر تئاتر و سینما و تلویزیون اهل ترکیه است. او از سال ۱۹۶۸ میلادی تاکنون مشغول فعالیت بوده‌است.
از فیلم‌ها و مجموعه‌های تلویزیونی‌ای که او در آن‌ها نقش داشته‌است می‌توان به فیلم سینمایی راهزنی ، مجموعهٔ تلویزیونی برگ‌ریزان و هرجایی اشاره کرد.